# E20号線
E20号線 (E20ごうせん、英: European route E20) はヨーロッパを東西に走っている欧州自動車道路のAクラス幹線道路。

## 経路

### 経過する主要都市
- アイルランド
  - シャノン - リムリック - ポートリーシュ - ダブリン … 海上区間
- イギリス
  - 海上区間 … リヴァプール – マンチェスター(E15,E22)  – ブラッドフォード – リーズ – ハル … 海上区間
- デンマーク
  - 海上区間 … エスビャウ - コリング(E45) - ミゼルファート（デンマーク語版） - オーデンセ - コセーア（デンマーク語版） - キューゲ(E47,E55) - コペンハーゲン(E47,E55) -
- スウェーデン
  - マルメ – ヘルシンボリ - ハルムスタッド – ヨーテボリ(Göteborg)(E45) – エレブルー(Orebro) - アルボーガ – エシルストゥーナ(Eskilstuna) – セーデルテリエ(Södertälje)  – ストックホルム(E04,E18) … 海上区間
- エストニア
  - 海上区間 … タリン(E67,E263,E265) – ナルヴァ
- ロシア
  - サンクトペテルブルク(E18,E95,E105)